# 日本航空472號班機劫機事件 (1977年)
達卡日本航空班機劫機事件（日语：ダッカ日航機ハイジャック事件）是一架型號道格拉斯DC-8的民航客機，在1977年9月28日被日本恐怖主義日本赤軍的成員劫持，而事件最後並未造成人員傷亡。

## 事件始末
1977年9月28日，472號班機從巴黎起飛，機長為高橋重男，目的地是東京羽田機場。班機在印度孟買暫時停靠，接著從孟買起飛不久後，5名隸屬於日本赤軍的恐怖份子丸岡修、佐佐木規夫、坂東國男、西川純、和光晴生劫持了班機，並下令機師將班機飛往孟加拉國的首都達卡。到了達卡，5名恐怖份子宣布，機上的旅客和機組人員成為人質，並要求600萬美元的贖金、釋放其他被監禁的日本赤軍成員。
同年10月1日，時任日本首相福田赳夫代表日本政府宣布同意劫機客的要求，並強調「人的生命大於地球」這個原則。不久後，有6名在之前因故而被監禁的日本赤軍成員獲釋。贖金也及時交出。
10月2日，日本航空的人員帶著贖金和6名被釋放的赤軍成員至達卡與劫機客交涉，不久後劫機客釋放了118名乘客和機組人員。10月3日，該班機飛往科威特市和大馬士革，在兩處共釋放了11名人質。最後，班機飛至阿爾及利亞，並在當局的戒護下，剩餘人質全部獲釋。

## 事後發展

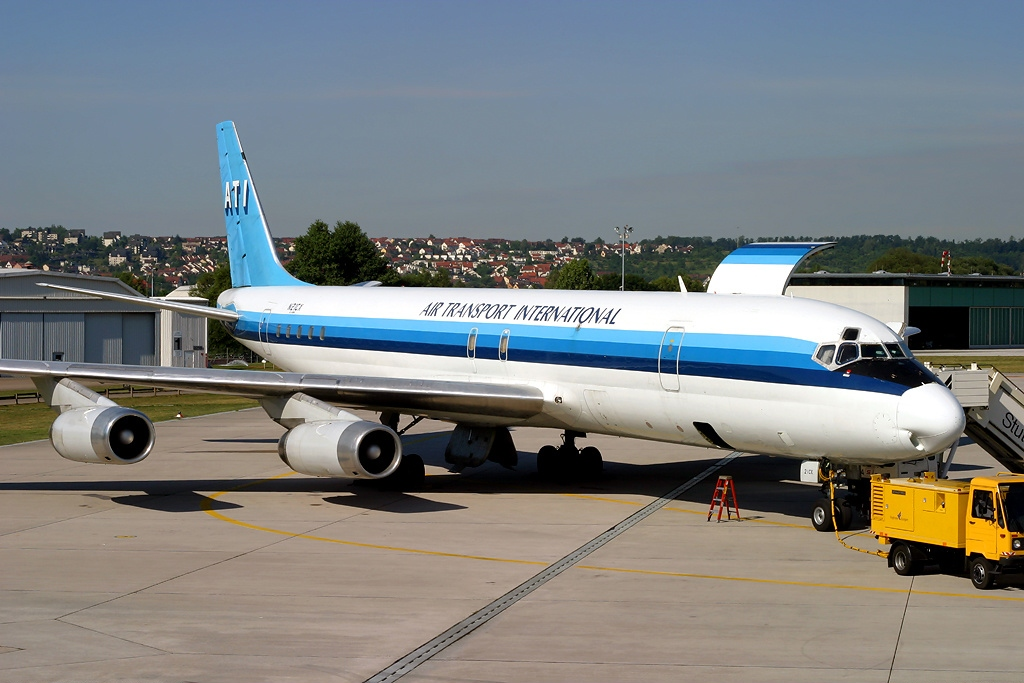
涉事飛機後來改為貨機，並在美国国际航空运输公司（ATI）服役至2003年

一名在阿爾及利亞獲釋的人質說道：「日本政府是做正確的行為，以確保無辜的人質免於遭受恐怖主義的迫害」。然而，日本政府亦因向恐怖份子低頭而飽受內外壓力，日本警察廳隨後亦成立了特殊急襲部隊，為求用以應付未來的恐怖襲擊。
而因談判而被釋放的6名日本赤軍成員中，有幾位至今仍然下落不明。丸岡修被判處終身監禁，並且於2011年5月29日病死。
涉事飛機則於1984年售出，一度服役於墨西哥國際航空，1989年被改裝為貨機，2003年退役。

## 延伸閱讀
- Schreiber, Mark. . Tuttle Publishing. 1996. ISBN 4900737348.